# Station Arcueil - Cachan
Arcueil - Cachan is een station aan lijn B van het RER-netwerk gelegen in de Franse gemeente Cachan in het departement Val-de-Marne.

## Geschiedenis
Het station werd op7 juni 1846 geopend. Op 18 januari 1938 werd Arcueil - Cachan onderdeel van de Ligne de Sceaux. In 1977 werd het pas onderdeel van het RER-netwerk.

## Het station
Station Arcueil - Cachan telt twee perrons en twee sporen en ligt aan RER B. Voor Carte Orange gebruikers ligt het in zone 3. Ook is het station het oudste van het gehele traject

## Overstapmogelijkheid
Er is een overstap mogelijk tussen vijf buslijnen van het Parijse vervoersbedrijf RATP

## Vorig en volgend station
| Richting                                | Vorig station | Lijn  | Volgend station | Richting                                             |
| --------------------------------------- | ------------- | ----- | --------------- | ---------------------------------------------------- |
| Robinson B2 Saint-Rémy-lès-Chevreuse B4 | Bagneux       | RER B | Laplace         | Aéroport Charles de Gaulle 2 TGV B3 Mitry - Claye B5 |